# Centro para Desenvolvimento do Potencial e Talento
O Centro para Desenvolvimento do Potencial e Talento (CEDET) é um centro de Educação Especial idealizado pela educadora Zenita Guenther como um espaço físico e social estruturado para a dinamização da metodologia CEDET – “Caminhos para Desenvolver Potencial e Talento”, cuja proposta é construir um ambiente de complementação e suplementação educacional de apoio ao aluno dotado e talentoso matriculado em diferentes escolas, nos diversos sistemas e níveis de ensino.
A organização do CEDET apóia-se em um referencial teórico construído em bases derivadas do pensamento humanista em Educação, como documentado em Helena Antipoff, Abe Maslow, Art Combs, seus seguidores e colaboradores. Nessa maneira de pensar, a Educação abraça o compromisso de proporcionar oportunidade, intencionalidade e direção ao projeto educativo da criança talentosa e mais capaz, centrado não especificamente nos sinais de talento captados, mas nas áreas básicas à formação humanista: a própria pessoa (autoconceito); convivência com os outros (conceito do Outro) e relações com o ambiente (visão de mundo).
O referencial pedagógico da metodologia CEDET apoia-se basicamente em elaborar um plano individual de trabalho para cada criança identificada, de acordo com seu domínio de potencial, respondendo às suas necessidades e interesses, e integrado ao trabalho da escola regular. 
Ao longo de seus mais de vinte anos de trajetória, o CEDET conquistou reconhecimento pelos bons resultados alcançados na identificação e desenvolvimento de crianças com sinais de capacidade superior em algum domínio de capacidade humana, sendo objeto de reportagens em importantes veículos de comunicação nacionais, como o Globo Repórter, as revistas Época e Superinteressante, além de um documentário de 2009 produzido pela TV Câmara da Câmara dos Deputados.
Em 2015 o CEDET foi convidado pelo Conselho Europeu para Capacidade Elevada (ECHA) para participar de uma rede de organizações similares na Europa e no mundo, sendo um dos únicos três centros de talentos sul americanos a ser acreditado pelo ECHA.
Atualmente existem centros de educação especial adotando a metodologia CEDET nas cidades de Lavras (MG),  Assis (SP), Poços de Caldas (MG), São José do Rio Preto (SP) e São José dos Campos (SP).

## Unidades

### CEDET - Unidade de Lavras
A trajetória do CEDET inicia-se em 1992, com apoio do Rotary Club, quando então fora planejado como um centro comunitário. Assim, quinze escolas das redes pública e particular se alinham ao projeto, desejosas de atender seus alunos dotados. No ano seguinte, em 4 de junho de 1993 o CEDET foi incorporado oficialmente à prefeitura de Lavras através de uma lei municipal. Já em 1998 o Centro era reconhecido como referência nacional pela Secretaria de Educação Especial do MEC. Em 2003, frente a dificuldades com o poder político, o CEDET foi assumido como responsabilidade civil e técnica da Associação de Pais e Amigos de Apoio ao Talento (ASPAT), e em 2005 foi devidamente re-vinculado à Secretaria Municipal de Educação de Lavras. O CEDET está instalado em sede própria, o que possibilitava a realização de vários grupos de interesse desenvolvidos pelas três áreas de estimulação, sempre com imprescindível apoio voluntário da comunidade lavrense. 

### CEDET - Unidade de Assis
O atendimento às crianças e jovens com capacidade elevada em Assis nasceu da iniciativa da Universidade Estadual Paulista (UNESP) campus de Assis, que recebe da prefeitura e da Secretaria Municipal da Educação apoio para a implantação do CEDET em março de 2009. O CEDET/Assis tem sede própria e está presente em 21 escolas municipais, 12 escolas estaduais e 2 escolas particulares do município e oferece intervenção educativa a cerca de 180 estudantes em desenvolvimento de planos individuais. Realiza importantes eventos para os alunos e colaboradores do centro, como o Café Filosófico, a festa de Halloween, o Jantar dos Voluntários e o Encontro Intercultural: Aproximando Nações, que recebe anualmente os estudantes estrangeiros da cidade para palestras sobre seus respectivos países de origens. Com o apoio do Rotary Club de Assis, lançou, em 2013, um livro pela Editora Triunfal intitulado "Imagens Poéticas: Diferentes olhares", que traz uma amalgama de fotos dos alunos da atividade de Meio Ambiente. Hoje, sua sede se encontra equipada com computadores, uma vasta biblioteca, uma videoteca e é dividido em três ambientes que acomodam as áreas de interesse dos alunos. Como consequência, a comunidade externa reconhece o bom trabalho prestado pela Unidade de Assis, constantemente retratada em matérias jornalísticas. 

### CEDET - Unidade de Poços de Caldas
O CEDET/Poços de Caldas nasceu da iniciativa do rotariano João Otávio Veiga, que conheceu os ideais do CEDET/Lavras, e em 2009 recebeu da prefeitura e Secretaria Municipal de Educação apoio para implantação do CEDET. Em 2010, o CEDET instala sede própria e é oficialmente criado por lei. Atualmente, o CEDET/Poços de Caldas atende 19 escolas do sistema municipal, e o trabalho direto alcança um total de 217 alunos, sendo 160 inscritos em plano individual, e 57 em processo de identificação de domínios de capacidade.

### CEDET - Unidade de São José do Rio Preto
O CEDET/São José do Rio Preto nasceu da comunhão de diversas pessoas engajadas em ofertar um trabalho voltado ao desenvolvimento de alunos com "algo a mais" e do objetivo específico de encontrar uma metodologia apropriada para a identificação desse público-alvo na rede municipal. Em 2009, a Secretaria Municipal de Educação atenta à demanda criada pelo Ministério da Educação a incluir alunos com altas habilidades/superdotação aos serviços de Atendimento Educacional Especializado (AEE), convidaram Drª Zenita Guenther para uma reflexão com gestores educacionais do município e região. Em 2011 o CEDET de São José do Rio Preto instala-se no Complexo Integrado de Educação Ciência e Cultura (CIECC) e começa a divulgação do projeto na comunidade escolar e famílias, a capacitação dos facilitadores e professores, a coleta de dados de observação nas escolas e o levantamento dos primeiros grupos de alunos sinalizados. Em 2012, inicia-se o trabalho direto com os primeiros grupos de alunos e o CEDET/São José do Rio Preto, que é criado oficialmente. Atualmente, o CEDET vem atendendo progressivamente o sistema municipal e estadual de ensino (abrangendo 29 escolas de um total de 35 municipais e 47 estaduais), formando um grupo de 71 alunos, sendo 43 com planos individuais de trabalho em andamento e 28 em iniciação.  

### CEDET - Unidade de São José dos Campos
O Programa Decolar surgiu originalmente em 2008, através de um convênio com a Fundação Valeparaibana de Ensino (FVE), e foi recriado oficialmente através da Lei municipal n. 9.936, de 3 de junho de 2019.

## Associação de Pais e Amigos para Apoio ao Talento
A Associação de Pais e Amigos para Apoio ao Talento (ASPAT) é uma entidade de direito civil, e reconhecida de utilidade pública, com responsabilidade técnica e executora civil do Centro para Desenvolvimento do Potencial e Talento (CEDET). A ASPAT nasceu da necessidade de se congregar pais de crianças demonstrando capacidade superior e talento, além de outras famílias, pessoas, instituições e forças positivas da comunidade, para prover base de assistência e sustentação ao programa desenvolvido pelo CEDET, e assistir na divulgação e expansão do ideário próprio à educação e desenvolvimento de capacidade superior e talentos em nosso país.
A ASPAT foi constituída em outubro de 1993 na cidade de Lavras, Minas Gerais. É uma sociedade civil, sem fins lucrativos, e tem seus objetivos, e dinâmica de funcionamento, estabelecidos em regras estatutárias próprias. Em sentido geral destina-se a apoiar e conscientizar seus associados, bem como a comunidade, sobre a temática do desenvolvimento do talento, assistir ao processo educacional necessário a esse desenvolvimento, e pesquisar sobre a educação dos dotados e talentosos. Especificamente a ASPAT tem por objetivo apoiar, direta e indiretamente, o trabalho que realiza o CEDET junto a crianças, alunos das escolas públicas e privadas de Lavras, e algumas cidades vizinhas, que demonstram sinais de dotação e capacidade elevada. A identificação e recrutamento desses alunos é operacionalizado segundo processo científico, estudado e validado pela diretoria técnica da ASPAT, liderada pela Drª Zenita Guenther. A assistência educacional é dispensada no sentido de desenvolver a capacidade e cuidar da formação moral e da personalidade dessas crianças que, quando mal orientadas, podem facilmente se desviar e empregar sua capacidade em atividades, comportamentos e condutas anti-sociais, potencialmente tornando-se mais perigosas que outros indivíduos menos capazes.
Integra o elenco de atividades da ASPAT a promoção de eventos e situações de enriquecimento e aperfeiçoamento pessoal e profissional destinados, tanto ao preparo e atualização da equipe que dirige o trabalho com as crianças, como dos voluntários, famílias e pessoas da comunidade interessados nesses assuntos e temas. Dentro desse referencial promove intercâmbio com outras entidades afins, para colaboração mútua e troca de experiências, tanto no Brasil como no exterior, notadamente Portugal, Reino Unido e Estados Unidos. 
A ASPAT foi honrada por três vezes com o Prêmio Assis Chateaubriand de responsabilidade social, por sua rede de voluntários. A premiação é promovida pela Unifenas, Netsu e TV Alterosa, sendo considerado um dos projetos de maior relevância social no sul e sudoeste de Minas Gerais.

### Encontros Internacionais
Ao longo de sua história, o CEDET e a ASPAT realizaram onze encontros nacionais e internacionais de educadores de renome na área de Educação Especial. Todos estes eventos ocorreram em Lavras, exceto o VII e o X Encontros Internacionais, realizados em Poços de Caldas.
| Ano  | Local           | Encontro                    | Tema                                                                  |
| ---- | --------------- | --------------------------- | --------------------------------------------------------------------- |
| 1994 | Lavras          | I Encontro Nacional         | Educação para Dotados e Talentosos – o Projeto do CEDET               |
| 1996 | Lavras          | II Encontro Nacional        | Focalizando a Criatividade                                            |
| 1999 | Lavras          | III Encontro Nacional       | Focalizando a Escola Pública                                          |
| 2000 | Lavras          | IV Encontro Nacional        | Incluindo os Mais Capazes e Talentosos – Comunidade-Escola-Família    |
| 2002 | Lavras          | V Encontro Nacional         | Talento e Capacidade Humana – o Desafio                               |
| 2008 | Lavras          | VI Encontro Internacional   | CEDET 15 anos – Dialogando com nossas bases teóricas                  |
| 2010 | Poços de Caldas | VII Encontro Internacional  | O CEDET – Caminhos para Desenvolver Potencial e Talento               |
| 2011 | Lavras          | VIII Encontro Internacional | A Criança na Família – Dialogando com as Famílias de Crianças Dotadas |
| 2013 | Lavras          | IX Encontro Internacional   | Inclusão Social dos Mais Capazes – Um olhar além da escola            |
| 2015 | Poços de Caldas | X Encontro Internacional    | Focalizando o ritmo de produção mental – Aceleração e Avanço Escolar  |
| 2018 | Lavras          | XI Encontro Internacional   | CEDET – 25 anos desenvolvendo capacidade e talento                    |